# Collegio uninominale Campania 2 - 06 (2017)
Il collegio elettorale uninominale Campania 2 - 06 è stato un collegio elettorale uninominale della Repubblica Italiana per l'elezione della Camera dei deputati tra il 2017 ed il 2022.

## Territorio
Come previsto dalla legge elettorale italiana del 2017, il collegio era stato definito tramite decreto legislativo all'interno della circoscrizione Campania 2.
Era formato dal territorio di 52 comuni: Aiello del Sabato, Altavilla Irpina, Atripalda, Avella, Avellino, Baiano, Candida, Capriglia Irpina, Cervinara, Cesinali, Chianche, Contrada, Domicella, Forino, Grottolella, Lauro, Manocalzati, Marzano di Nola, Mercogliano, Montefalcione, Monteforte Irpino, Montefredane, Montefusco, Montemiletto, Montoro, Moschiano, Mugnano del Cardinale, Ospedaletto d'Alpinolo, Pago del Vallo di Lauro, Pannarano, Petruro Irpino, Pietradefusi, Pietrastornina, Prata di Principato Ultra, Pratola Serra, Quadrelle, Quindici, Roccabascerana, Rotondi, San Martino Valle Caudina, San Potito Ultra, Santa Paolina, Sant'Angelo a Scala, Sirignano, Solofra, Sperone, Summonte, Taurano, Torre Le Nocelle, Torrioni, Tufo e Venticano.
Il collegio era quindi compreso tra la provincia di Avellino e la provincia di Benevento (per il solo comune di Pannarano).
Il collegio era parte del collegio plurinominale Campania 2 - 01.

## Eletti
| Elezione | Elezione | Deputato         | Partito            |
| -------- | -------- | ---------------- | ------------------ |
|          | 2018     | Michele Gubitosa | Movimento 5 Stelle |

## Dati elettorali

### XVIII legislatura
Come previsto dalla legge elettorale, 232 deputati erano eletti con sistema a maggioranza relativa in altrettanti collegi uninominali a turno unico.
| Candidati              | Candidati                  | Voti    | %     | Liste                                | Voti    | %     |
| ---------------------- | -------------------------- | ------- | ----- | ------------------------------------ | ------- | ----- |
|                        | Michele Gubitosa ✔️ Eletto | 62 611  | 44,15 | Movimento 5 Stelle                   | 62 611  | 44,15 |
|                        | Pietro Foglia              | 39 657  | 27,96 | Forza Italia                         | 23 737  | 16,74 |
| Lega                   | Pietro Foglia              | 39 657  | 27,96 | 7 656                                | 5,40    |       |
| Fratelli d'Italia      | Pietro Foglia              | 39 657  | 27,96 | 6 420                                | 4,53    |       |
| Noi con l'Italia - UDC | Pietro Foglia              | 39 657  | 27,96 | 1 844                                | 1,30    |       |
|                        | Angelo Antonio D'Agostino  | 29 759  | 20,98 | Partito Democratico                  | 21 959  | 15,48 |
| Italia Europa Insieme  | Angelo Antonio D'Agostino  | 29 759  | 20,98 | 3 024                                | 2,13    |       |
| Civica Popolare        | Angelo Antonio D'Agostino  | 29 759  | 20,98 | 2 555                                | 1,80    |       |
| +Europa                | Angelo Antonio D'Agostino  | 29 759  | 20,98 | 2 221                                | 1,57    |       |
|                        | Annamaria Pascale          | 4 651   | 3,28  | Liberi e Uguali                      | 4 651   | 3,28  |
|                        | Antonio Della Pia          | 2 083   | 1,47  | Potere al Popolo!                    | 2 083   | 1,47  |
|                        | Giuliano Bello             | 866     | 0,61  | CasaPound                            | 866     | 0,61  |
|                        | Michele Giliberti          | 730     | 0,51  | Italia agli Italiani                 | 730     | 0,51  |
|                        | Catia Carbonelli           | 543     | 0,38  | Partito Comunista                    | 543     | 0,38  |
|                        | Giancarlo Marcocci         | 360     | 0,25  | Il Popolo della Famiglia             | 360     | 0,25  |
|                        | Gennaro Blasi              | 303     | 0,21  | Partito Valore Umano                 | 303     | 0,21  |
|                        | Giammarco Coviello         | 150     | 0,11  | 10 Volte Meglio                      | 150     | 0,11  |
|                        | Giulia Godano              | 115     | 0,08  | Lista del Popolo per la Costituzione | 115     | 0,08  |
| Totale                 | Totale                     | 141 828 | 100   |                                      | 141 828 | 100   |
|                        |                            |         |       |                                      |         |       |
| Voti non validi        | Voti non validi            | 5 574   | 3,78  |                                      |         |       |
| Votanti                | Votanti                    | 147 402 | 74,09 |                                      |         |       |
| Elettori               | Elettori                   | 198 945 |       |                                      |         |       |